# Louis Beam
Louis Ray Beam Jr. (* 20. August 1946 in Lake Jackson, Texas) ist ein US-amerikanischer Rechtsextremist, der zunächst im Ku-Klux-Klan und später bei den Aryan Nations aktiv war. Auf ihn geht das Konzept des „Leaderless Resistance“ (dt. ‚führerloser Widerstand‘) zurück, der Grundlage für sowohl Combat 18 als auch für den White Aryan Resistance wurde. In Deutschland wurde das Konzept von den Freien Kameradschaften adaptiert.

## Leben
Louis Beam wuchs in Lake Jackson, Texas auf und besuchte zu dieser Zeit eine reine Weißen-Schule. Schulfreunde berichteten, dass er schon in jungen Jahren rassistisch orientiert war. 1967 bis 1968 diente er für 18 Monate im Vietnamkrieg. Für seinen Einsatz wurde er mit der „US-Tapferkeitsmedaille für Flieger“ (engl. ‚Air Medal with V Device for Heroism‘) ausgezeichnet. Nach seiner Rückkehr schloss er sich dem Ku-Klux-Klan von Robert Shelton an, der als United Klans of America firmierte. 1976 wechselte er zu den Knights of the Ku Klux Klan unter David Duke. Durch seine militärische Erfahrung diente er als Trainer für Guerilla-Taktiken und stieg bis zum Grand Dragon auf. Zusammen mit Tom Metzger und David Duke führte er eine Bürgerwehr an, die illegale mexikanische Einwanderer an der Grenze zwischen den Vereinigten Staaten und Mexiko aufgriff. Außerdem bildete er „weiße Fischer“ an der Waffe aus, um gegen Fischer südvietnamesischer Abstammung zu kämpfen.
Im Sommer 1981 verließ er den Klan und schloss sich den Aryan Nations an. Dort war er zunächst für das Computer-Netzwerk Aryan Nations Liberty Net verantwortlich, das über ein Bulletinboard-System verschiedene rassistische und antisemitische Newsletter veröffentlichte, aber auch verschiedene sensible Informationen, zum Beispiel die Adressdaten der Anti-Defamation League, veröffentlichte. Er installierte außerdem ein Punktesystem, das als Anreiz zur Ermordung politischer Gegner dienen sollte und bis weit in die 1990er Jahre Anwendung fand. Louis Beam wurde dadurch zu einem Vorreiter der rechtsextremen Internetnutzung, die in den 1990ern unter anderem vom Thule-Netz genutzt wurde.
1983 organisierte er die Vernetzung der Aryan Nation im Gefängnissystem der Vereinigten Staaten.
Am 24. April 1987 wurden Beam und 13 andere Mitglieder rassistischer Gruppen wie The Order der Verschwörung angeklagt. Beam entzog sich zunächst der Strafverfolgung durch eine Flucht nach Mexiko. Einige Monate war er auf der Liste der FBI Ten Most Wanted Fugitives. Beam wurde jedoch von mexikanischen Behörden nach einer Schießerei festgenommen. Am 7. April 1988 wurden er und seine Mitangeklagten jedoch freigesprochen.
Eine Zeitlang gab er die Zeitschrift „The Seditionist“ (dt.: der Aufwiegler) heraus, mit der er seine Idee einer Neuen Rechten im Rahmen der Christian-Identity-Bewegung versuchte zu bewerben. Die Idee eines „Leaderless Resistance“ stellte er erstmals 1992 auf einem Kongress, den Peter J. Peters von der LaPorte Church of Christ einberief, um die Belagerung von Ruby Ridge zu diskutieren. Es erschien in einem Kompendium, das Peter J. Peters über den Versandhandel „Scriptures for American Ministries“ veröffentlicht, und erschien im Februar 1992 auch im „Seditionist“. Der Artikel wurde in der internationalen rechten Szene stark diskutiert und wurde unter anderem von Tom Metzger von WAR aufgegriffen. Beeinflusst wurde diese Idee vom Antikommunisten Ulius Louis Amoss, der in der Hochphase des Kalten Kriegs ein ähnliches Konzept entwickelte, das im Falle einer Invasion durch die Sowjetunion Anwendung gefunden hätte. Beam beschrieb in dem Essay mehrere Kampftruppen, sogenannte Zellen, die organisatorisch unabhängig voneinander existierten und deren einzige Gemeinsamkeit die Ideologie ist. Autonome Aktionen sollen den Staat erschüttern. Die Leaderless Resistance soll ohne Befehlskette und Hierarchie auskommen. Die einzelne Zelle kann auch aus einer Einzelperson bestehen.
Nach seinem Prozess trat Beam nur noch selten in der Öffentlichkeit auf. 1992 bei einem Klan-Aufmarsch sprach er vor 400 Klanmitgliedern und Nazi-Skinheads. Zwei weitere Reden hielt er auf dem Aryan World Congress 1993 und 1995. In den nachfolgenden Jahren zog er, der jahrelang als Nachfolger von Richard Butler bei den Aryan Nations gehandelt wurde, sich immer mehr aus der Organisation zurück. Nach eigenen Angaben leidet er an Spätfolgen einer Berührung mit Agent Orange während des Vietnamkriegs. Mit seiner Website bewirbt er weiterhin seine alten Ideen und bietet eine Reihe seiner Essays als Onlinetext an.

## Privatleben
Beam war insgesamt vier Mal verheiratet. 1987 heiratete er Beam Sheila Toohey, mit der bis 1997 verheiratet blieb. Nach der Scheidung kam es zu einem Sorgerechtsstreit um die beiden Töchter, bei dem Details aus Beams Erziehungsstil öffentlich wurden. So habe er den Mädchen verboten, einen Swimming-Pool zu benutzen, zu dem auch Schwarze Zutritt hatten. Seiner Exfrau riet er, von Texas nach Idaho zu ziehen, und warnte sie vor einem bevorstehenden „Rassenkrieg“.